# Locktow
Locktow ist ein Ortsteil der Gemeinde Planetal im Landkreis Potsdam-Mittelmark in Brandenburg. Der Ort gehört dem Amt Niemegk an.

## Lage
Locktow liegt im Hohen Fläming etwa acht Kilometer nördlich von Niemegk und zwölf Kilometer östlich von Bad Belzig. Umliegende Ortschaften sind der zur Stadt Bad Belzig gehörende Ortsteil Neschholz im Norden, der Gemeindeteil Ziezow im Nordosten, die zur Gemeinde Mühlenfließ gehörenden Ortsteile Grabow im Osten und Haseloff im Südosten, die Stadt Niemegk im Süden, Mörz im Südwesten, der wiederum zu Bad Belzig gehörende Ortsteil Kuhlowitz mit dem Gemeindeteil Preußnitz im Westen sowie Lüsse im Nordwesten.
Durch Locktow verläuft die Kreisstraße 6829. Die Bundesstraße 102 von Bad Belzig nach Jüterbog verläuft etwa fünf Kilometer südlich des Ortes, die Bundesstraße 246 nach Brück etwa sechs Kilometer nordwestlich. Östlich von Locktow verläuft die Bundesautobahn 9, deren nächstgelegene Anschlussstelle Niemegk liegt etwa fünf Kilometer von Locktow entfernt. Westlich von Locktow befindet sich der Segelflugplatz Lüsse. Südlich von Locktow das Ultraleichtfluggelände Locktow.
Locktow liegt an der Plane.

## Geschichte
Locktow wurde im Jahr 1275 als Luzede erstmals urkundlich erwähnt. In der folgenden Zeit änderte sich der Ortsname von Lokede im Jahr 1303 über Logkte im Jahr 1427 zum heutigen Ortsnamen. Der Ortsname stammt vermutlich von dem polabischen Wort loket ab, was Ellbogen bedeutet.
Bei der Locktower Dorfkirche handelt es sich um einen Feldsteinbau aus dem 14. bzw. 15. Jahrhundert. In der Kirche ist eine Inschrift aus dem Jahr 1407 zu finden. Die Kirche ist mit einer Kanzel aus dem Jahr 1700 sowie einem alten, um 1846 restaurierten Altar ausgestattet. Die Orgel auf der Westempore wurde 1848 von Wilhelm Baer in Niemegk gebaut und 1935 von der Firma Schuke aus Potsdam restauriert. Bei einer Restaurierung 1914 wurden an der Nord- und Südempore mittelalterliche Wandmalereien entdeckt, die den Einzug Christi in Jerusalem darstellen.
Bis 1815 gehörte Locktow zum sächsischen Amt Belzig, nach dem Wiener Kongress kam der Ort zum Königreich Preußen. Zum 1. Juli 1950 wurde die Gemeinde Ziezow nach Locktow eingemeindet. In der DDR wurde die Gemeinde am 25. Juli 1952 dem damals neu gebildeten Kreis Belzig im Bezirk Potsdam zugeordnet. Nach der Wende lag Locktow im Landkreis Belzig in Brandenburg und schloss sich 1992 dem Amt Brück an. Nach der Kreisreform in Brandenburg am 6. Dezember 1993 kam die Gemeinde Locktow schließlich zum neu gebildeten Landkreis Potsdam-Mittelmark. Zum 1. Juni 2002 wurde Locktow zusammen mit den bis dahin ebenfalls eigenständigen Gemeinden Dahnsdorf, Kranepuhl und Mörz zu der neuen Gemeinde Planetal zusammengeschlossen. Mit der Gemeindefusion wechselte Locktow zum Amt Niemegk.

## Bevölkerungsentwicklung
| 1875 | 174 | 1939 | 169 | 1981 | 316 |
| 1890 | 180 | 1946 | 237 | 1985 | 309 |
| 1910 | 176 | 1950 | 353 | 1989 | 301 |
| 1925 | 191 | 1964 | 315 | 1995 | 295 |
| 1933 | 176 | 1971 | 343 | 2001 | 291 |